# Ozero Tjerbomyslo
Ozero Tjerbomyslo (ryska: Озеро Чербомысло) är en sjö i Belarus.   Den ligger i voblasten Vitsebsks voblast, i den norra delen av landet, 230 km nordost om huvudstaden Minsk. Ozero Tjerbomyslo ligger 148 meter över havet. Arean är 0,37 kvadratkilometer. Den sträcker sig 0,6 kilometer i nord-sydlig riktning, och 1,1 kilometer i öst-västlig riktning.
I omgivningarna runt Ozero Tjerbomyslo växer i huvudsak blandskog. Runt Ozero Tjerbomyslo är det glesbefolkat, med 11 invånare per kvadratkilometer.